# Jokivarsi
Jokivarsi är en stadsdel i Vanda stad i landskapet Nyland. 
Jokivarsi ligger i nordöstra Vanda mellan Lahtisleden och Kervo å. Den smala stadsdelens grannar är Alkärr, Skogsbrinken och Mikkola bakom motorvägen och Nissbacka öster om ån. Bebyggelsen domineras av egnahemshus.  
Jokivarsi uppstod som ett eghahemshusområde i en jordbruksbygd i början av 1900-talet då Korso järnvägshållplats blev klar. Från 1950-talet framåt har byggnadstakten ökat jämnt fram till i dag. Av service finns det en småskola och de flesta arbetsplatser finns inom familjeföretag. 
Terrängen i Jokivarsi består av en svagt sluttande moränrygg, där Kervo ås fåra är smal. Ån flyter lugnt fram på sitt leriga underlag. Man brukar ofta kalla hela Kervo ås strand för Jokivarsi och i Kervo stad finns ett bostadsområde med samma namn. Många vägar i Jokivarsi har namngivits efter fiskar och evertebrater. 